# Шести сазив Народне скупштине Републике Србије
Посланици у шести сазив Народне скупштине Републике Србије изабрани су на изборима одржаним 28. децембра 2003. године.

## Народни посланици
| Презиме и име                     | Изборна листа                            |
| --------------------------------- | ---------------------------------------- |
| Аврамов Мита                      | Српска радикална странка                 |
| Аврамовић Драган                  | Демократска странка Србије – Нова Србија |
| Аврамовић Милан                   | Српска радикална странка                 |
| Албијанић Милољуб                 | Г17+                                     |
| Алексић Бојана                    | Демократска странка Србије – Нова Србија |
| Алигрудић Милош                   | Демократска странка Србије – Нова Србија |
| Алимпић Зоран                     | Демократска странка                      |
| Анастасовски Драгољуб             | Српска радикална странка                 |
| Андрић Владимир                   | Демократска странка Србије – Нова Србија |
| Андрић Иван                       |                                          |
| Анђелковић Зоран                  | Социјалистичка партија Србије            |
| Антић Зоран                       | Српска радикална странка                 |
| Антонијевић Вуко                  | Демократска странка Србије – Нова Србија |
| Арсић Верољуб                     | Српска радикална странка                 |
| Аџић Слободан                     | Демократска странка Србије – Нова Србија |
| Бајатовић Душан                   | Социјалистичка партија Србије            |
| Баковић Татомир                   | Српска радикална странка                 |
| Бановић Донка                     | Демократска странка Србије – Нова Србија |
| Баралић Рајко                     | Социјалистичка партија Србије            |
| Батић Владан                      | Демохришћанска странка Србије            |
| Белић Милорад                     | Демократска странка Србије – Нова Србија |
| Беретић Анита                     | Демократска странка                      |
| Бечић Игор                        | Српска радикална странка                 |
| Блажић Бранислав                  | Српска радикална странка                 |
| Богдановић Ненад                  | Демократска странка                      |
| Божић - Талијан Елена             | Српска радикална странка                 |
| Буквић Радојле                    | Српски покрет обнове                     |
| Буха Милорад                      | Српска радикална странка                 |
| Бушетић Тома                      | Социјалистичка партија Србије            |
| Ваљаревић Саша                    | Српска радикална странка                 |
| Варга Ласло                       | Савез војвођанских Мађара                |
| Васиљевић Жељко                   | Социјалистичка партија Србије            |
| Веселиновић Милан                 | Српска радикална странка                 |
| Витошевић Саша                    | Г17+                                     |
| Владимировић Живан                | Српска радикална странка                 |
| Влаовић Мика                      | Демократска странка Србије – Нова Србија |
| Влаховић Александар               | Демократска странка                      |
| Војиновић Бобан                   | Српска радикална странка                 |
| Војиновић Драгољуб                | Демократска странка Србије – Нова Србија |
| Војић - Марковић Милица           | Демократска странка Србије – Нова Србија |
| Вујадиновић Драган                | Демократска странка                      |
| Вукелић Никола                    | Српска радикална странка                 |
| Вукићевић Лидија                  | Српска радикална странка                 |
| Вуковић Јадранко                  | Српска радикална странка                 |
| Вуковић Милан                     | Демократска странка                      |
| Вуковић Миливоје                  | Српска радикална странка                 |
| Вуксановић Драган                 | Демократска странка                      |
| Вучелић Милорад                   | Социјалистичка партија Србије            |
| Вучић Александар                  | Српска радикална странка                 |
| Вучић Борка                       | Социјалистичка партија Србије            |
| Вучићевић Владан                  | Демократска странка Србије – Нова Србија |
| Вучковић Слободан                 | Демократска странка                      |
| Вучковић Милан                    | Демократска странка                      |
| Вучковић Наташа                   | Демократска странка                      |
| Гавриловић Слободан               | Демократска странка                      |
| Гавриловић Милица                 | Демократска странка Србије – Нова Србија |
| Гајић Гордана                     | Српска радикална странка                 |
| Галго - Ференци Андреа            | Савез војвођанских Мађара                |
| Гачевић Родољуб                   | Српска радикална странка                 |
| Глишић Дарко                      | Српска радикална странка                 |
| Грубјешић Сузана                  | Г17+                                     |
| Грујић Младен                     | Демократска странка Србије – Нова Србија |
| Гушић Мирослава                   | Г17+                                     |
| Давидовић Горан                   | Демократска странка Србије – Нова Србија |
| Даја Јован                        | Српска радикална странка                 |
| Дамјановић Јован                  | Српска радикална странка                 |
| Дамњановић Драги                  | Г17+                                     |
| Дацин Мр Живодарка                | Социјалистичка партија Србије            |
| Дачић Ивица                       | Социјалистичка партија Србије            |
| Деђански Стевица                  | Српска радикална странка                 |
| Делић Божидар                     | Српска радикална странка                 |
| Деспотовић Зоран                  | Српска радикална странка                 |
| Димитријевић Милан                | Демократска странка Србије – Нова Србија |
| Димитријевић Нинослав             | Социјалистичка партија Србије            |
| Динкић Млађан                     | Г17+                                     |
| Динчић Вук                        | Демократска странка                      |
| Дишић Милош                       | Српска радикална странка                 |
| Драгојевић Хелијана               | Демократска странка Србије – Нова Србија |
| Дувњак Момчило                    | Српска радикална странка                 |
| Дулић Оливер                      | Демократска странка                      |
| Дуњић Горан                       | Српска радикална странка                 |
| Дуњић Миломир                     | Српска радикална странка                 |
| Ђелић Божидар                     | Демократска странка                      |
| Ђидић Миодраг                     | Демократска странка                      |
| Ђокић Бранимир                    | Српска радикална странка                 |
| Ђокић Милан                       | Г17+                                     |
| Ђоковић Драгиша                   | Демократска странка                      |
| Ђоковић Љубиша                    | Демократска странка Србије – Нова Србија |
| Ђорђевић Александар               | Српска радикална странка                 |
| Ђорђевић Миодраг                  | Српска радикална странка                 |
| Ђурић Арсен                       | Демократска странка Србије – Нова Србија |
| Ђурић Рајко                       |                                          |
| Ђуричић Тихомир                   | Српска радикална странка                 |
| Ђуришић Марко                     | Демократска странка                      |
| Ђуровић Душан                     | Демократска странка Србије – Нова Србија |
| Живадиновић Иван                  | Г17+                                     |
| Живановић Србољуб                 | Српска радикална странка                 |
| Живков Драган                     | Српска радикална странка                 |
| Живковић Драгољуб                 | Демократска странка                      |
| Живковић Мирослав                 | Г17+                                     |
| Живковић Миленко                  | Српска радикална странка                 |
| Живкуцин Слободан                 |                                          |
| Жутић Никола                      | Српска радикална странка                 |
| Занков Стефан                     | Српска радикална странка                 |
| Захаријев Владимир                | Демократска странка Србије – Нова Србија |
| Здравковић Радослав               | Демократска странка Србије – Нова Србија |
| Здравковић Љиљана                 | Демократска странка                      |
| Здравковић Небојша                | Г17+                                     |
| Зечевић Ивана                     | Српска радикална странка                 |
| Ивањи Жељко                       | Г17+                                     |
| Илић Радиша                       | Српска радикална странка                 |
| Илић Борко                        | Демократска странка Србије – Нова Србија |
| Ишпановић Иштван                  | Г17+                                     |
| Јакшић Горан                      | Г17+                                     |
| Јанковић Милан                    | Социјалистичка партија Србије            |
| Јанковић Мирослав                 | Демократска странка Србије – Нова Србија |
| Јанковић Бранислав                | Српска радикална странка                 |
| Јанковић Добрица                  | Демократска странка                      |
| Јанковић Владета                  | Демократска странка Србије – Нова Србија |
| Јанковић Ненад                    | Демократска странка                      |
| Јевремовић Радослав               | Српска радикална странка                 |
| Јевтић Милош                      | Демократска странка                      |
| Јовановић Владимир                | Демократска странка                      |
| Јовановић Драган М.               | Социјалистичка партија Србије            |
| Јовановић Драган С.               | Социјалистичка партија Србије            |
| Јовановић Златан                  | Српска радикална странка                 |
| Јовановић Наташа                  | Српска радикална странка                 |
| Јовановић Др Никола               | Српски покрет обнове                     |
| Јовић Др Радослав                 | Српски покрет обнове                     |
| Јовичић Владан                    | Демократска странка Србије – Нова Србија |
| Јојић Петар                       | Српска радикална странка                 |
| Јоковић Радич                     |                                          |
| Јосимов Иван                      | Демократска странка Србије – Нова Србија |
| Караичић Борис                    | Демократска странка Србије – Нова Србија |
| Кекић Бојан                       | Социјалистичка партија Србије            |
| Китановић Томислав                | Српски покрет обнове                     |
| Кнежевић Горан                    | Демократска странка                      |
| Кнежевић Гашо                     | Демократска странка                      |
| Ковачевић Ивана                   | Г17+                                     |
| Којчић Драгољуб                   | Демократска странка Србије – Нова Србија |
| Комазец Срђо                      | Српска радикална странка                 |
| Копривица Божидар                 | Српска радикална странка                 |
| Кораћ Жарко                       |                                          |
| Костић Благица                    | Српски покрет обнове                     |
| Краговић Љубомир                  | Српска радикална странка                 |
| Крајиновић Благоје                | Српска радикална странка                 |
| Красић Зоран                      | Српска радикална странка                 |
| Кронић Владислав                  | Г17+                                     |
| Кроња Марко                       | Г17+                                     |
| Крстин Милорад                    | Српска радикална странка                 |
| Крстин Марко                      | Г17+                                     |
| Крстић Светислав                  | Социјалистичка партија Србије            |
| Курјачки Арсен                    | Демократска странка Србије – Нова Србија |
| Кутић Боре                        | Српска радикална странка                 |
| Лазаревић Александар              | Г17+                                     |
| Лакићевић - Стојачић Снежана      | Демократска странка                      |
| Лалић Никола                      | Српска радикална странка                 |
| Лаловић Слободан                  |                                          |
| Лекић Живадин                     |                                          |
| Мамула Ђорђе                      | Демократска странка Србије – Нова Србија |
| Марић Мирољуб                     | Г17+                                     |
| Маркићевић Мирослав               |                                          |
| Марковић Момир                    | Српска радикална странка                 |
| Марковић Предраг                  | Г17+                                     |
| Марковић Милован                  | Демократска странка                      |
| Марковић Милан                    | Демократска странка                      |
| Мартић Мирослав                   | Демократска странка                      |
| Матић Славољуб                    | Демократска странка Србије – Нова Србија |
| Маџаревић Петар                   | Демократска странка Србије – Нова Србија |
| Машић Зоран                       | Српска радикална странка                 |
| Мијаиловић Предраг                | Демократска странка Србије – Нова Србија |
| Микавица Дејан                    | Демократска странка Србије – Нова Србија |
| Милајић Војислав                  | Српска радикална странка                 |
| Миланков Владимир                 | Г17+                                     |
| Милентијевић Владимир             | Демократска странка Србије – Нова Србија |
| Милковић Драгослав                | Српска радикална странка                 |
| Милошевић Витомир                 | Српска радикална странка                 |
| Милошевић Никола                  |                                          |
| Милошевић Радмило                 | Демократска странка Србије – Нова Србија |
| Милошевић Милена                  | Демократска странка                      |
| Минић Миломир                     | Социјалистичка партија Србије            |
| Мировић Игор                      | Српска радикална странка                 |
| Мирчић Милорад                    | Српска радикална странка                 |
| Митровић Ненад                    | Српска радикална странка                 |
| Мићић Наташа                      |                                          |
| Мићовић Зоран                     | Демократска странка                      |
| Михаиловић Војислав               | Српски покрет обнове                     |
| Михајлов Средоје                  | Г17+                                     |
| Михајловић Слободан               | Демократска странка                      |
| Михајловић Звонко                 | Српска радикална странка                 |
| Момиров Надица                    | Г17+                                     |
| Момчилов Паја                     | Српска радикална странка                 |
| Мрвош Душан                       |                                          |
| Недимовић Бранислав               | Демократска странка Србије – Нова Србија |
| Ненадовић Зоран                   | Демократска странка Србије – Нова Србија |
| Несторовић Љиљана                 |                                          |
| Николић Милан                     | Социјалистичка партија Србије            |
| Николић Томислав                  | Српска радикална странка                 |
| Николић Зоран                     | Демократска странка Србије – Нова Србија |
| Нинић Милан                       | Српски покрет обнове                     |
| Новаковић Никола                  | Г17+                                     |
| Обрадовић Радојко                 | Демократска странка Србије – Нова Србија |
| Обрадовић Жарко                   | Социјалистичка партија Србије            |
| Омерагић Бајрам                   |                                          |
| Омеровић Мехо                     | Демократска странка                      |
| Пајовић Слободан                  | Демократска странка                      |
| Пајтић Бојан                      | Демократска странка                      |
| Палалић Јован                     | Демократска странка Србије – Нова Србија |
| Пантић - Аксентијевић Снежана     | Г17+                                     |
| Паскаш Татјана                    | Г17+                                     |
| Пастор Балинт                     | Савез војвођанских Мађара                |
| Пејчић Богољуб                    | Српски покрет обнове                     |
| Пенезић Томислав                  | Српска радикална странка                 |
| Перић Драгутин                    | Српска радикална странка                 |
| Перић Срето                       | Српска радикална странка                 |
| Перић Хранислав                   | Социјалистичка партија Србије            |
| Перјаничић Дејан                  | Демократска странка Србије – Нова Србија |
| Петковић Мирослав                 | Демократска странка Србије – Нова Србија |
| Петковић Др Чедомир               | Демократска странка                      |
| Петковић Владимир                 | Демократска странка                      |
| Петковић Стојанка                 | Г17+                                     |
| Петров Зоран                      | Демократска странка                      |
| Петровић Видоје                   | Г17+                                     |
| Петровић Петар                    | Демократска странка Србије – Нова Србија |
| Петровић Драган                   | Г17+                                     |
| Петровић Душан                    | Демократска странка                      |
| Петронијевић Милисав              | Социјалистичка партија Србије            |
| Пешић Весна                       |                                          |
| Пивац Жарко                       | Демократска странка                      |
| Плужаревић Витомир                | Српска радикална странка                 |
| Поп - Лазић Гордана               | Српска радикална странка                 |
| Поскурица Милета                  | Српска радикална странка                 |
| Потурак Мунир                     | Демократска странка                      |
| Прокић Ненад                      |                                          |
| Пророковић Душан                  | Демократска странка Србије – Нова Србија |
| Рагуш Марина                      | Српска радикална странка                 |
| Радета Вјерица                    | Српска радикална странка                 |
| Радић Иван                        | Српска радикална странка                 |
| Радић Гојко                       | Српска радикална странка                 |
| Радић Златко                      | Српска радикална странка                 |
| Радовановић Милован               | Српска радикална странка                 |
| Радовановић Радован               |                                          |
| Радовић Милица                    | Демократска странка Србије – Нова Србија |
| Радосављевић Александар           | Демократска странка                      |
| Радуловић Милош                   | Демократска странка Србије – Нова Србија |
| Рајков Гордана                    | Г17+                                     |
| Рајчић Дејан                      | Демократска странка Србије – Нова Србија |
| Раковац Горан                     | Демократска странка Србије – Нова Србија |
| Ранђеловић Миљан                  | Г17+                                     |
| Ранђеловић Небојша                |                                          |
| Ранкић Бранислав                  | Српска радикална странка                 |
| Ранковић Бранко                   | Српска радикална странка                 |
| Рафаиловић Драган                 | Г17+                                     |
| Раца - Радисављевић Весна         | Г17+                                     |
| Ристић Бошко                      | Демократска странка                      |
| Руждић - Трифуновић Леила         | Демократска странка                      |
| Савић Милоје                      | Социјалистичка партија Србије            |
| Савић Првослав                    | Српска радикална странка                 |
| Савић Никола                      | Српска радикална странка                 |
| Самофалов Константин              | Демократска странка                      |
| Свилановић Горан                  |                                          |
| Секулић Владо                     | Српска радикална странка                 |
| Силајев Милка                     | Г17+                                     |
| Симоновић Милош                   | Демократска странка                      |
| Симоновић Велимир                 | Демократска странка Србије – Нова Србија |
| Симоновић Драгољуб                | Српска радикална странка                 |
| Славковић Славиша                 | Српска радикална странка                 |
| Смиљанић Живорад                  | Социјалистичка партија Србије            |
| Спасић Момчило                    | Г17+                                     |
| Спасојевић Срђан                  | Демократска странка Србије – Нова Србија |
| Спахо Сулејман                    | Српска радикална странка                 |
| Стаменковић Драгољуб              | Српска радикална странка                 |
| Стаменковић Миодраг               |                                          |
| Станимировић Милан                | Демократска странка                      |
| Станковић Милена                  |                                          |
| Станковић Мр Живојин              | Демократска странка                      |
| Станојевић Велимир                |                                          |
| Стевановић Верољуб                | Српски покрет обнове                     |
| Стевановић Михајло                | Српска радикална странка                 |
| Стевановић Бранислав              | Српска радикална странка                 |
| Стевановић Ана                    | Српска радикална странка                 |
| Стевановић Станиша                | Српски покрет обнове                     |
| Стевић Звонимир                   | Социјалистичка партија Србије            |
| Стевовић Милан                    | Српска радикална странка                 |
| Стефановић Живојин                | Социјалистичка партија Србије            |
| Стефановић Небојша                | Српска радикална странка                 |
| Стефановић Горан                  | Демократска странка                      |
| Стојаковић - Миловановић Светлана | Демократска странка                      |
| Стојановић Светлана               | Демократска странка Србије – Нова Србија |
| Стојановић Зоран                  | Демократска странка Србије – Нова Србија |
| Стојановић Бранче                 | Социјалистичка партија Србије            |
| Стојановић - Плавшић Снежана      | Г17+                                     |
| Стојиљковић Дејан                 | Демократска странка Србије – Нова Србија |
| Стојковић Горан                   | Демократска странка                      |
| Стошић Предраг                    | Српска радикална странка                 |
| Ступар Душан                      | Српска радикална странка                 |
| Суботички Зоран                   | Г17+                                     |
| Табаковић Јоргованка              | Српска радикална странка                 |
| Такач Иштван                      | Г17+                                     |
| Танасијевић Зоран                 | Демократска странка Србије – Нова Србија |
| Теодоровић Радован                | Српски покрет обнове                     |
| Тинтор Стојан                     | Српска радикална странка                 |
| Тишма Јован                       | Демократска странка                      |
| Тодоровић Драган                  | Српска радикална странка                 |
| Тодоровић Јован                   | Социјалистичка партија Србије            |
| Тодоровић Никола                  | Српска радикална странка                 |
| Томан Марина                      | Српска радикална странка                 |
| Томанова - Маканова Ана           | Демократска странка                      |
| Томашевић Вукосав                 | Демократска странка Србије – Нова Србија |
| Томић Војкан                      | Демократска странка Србије – Нова Србија |
| Томић Жељко                       | Демократска странка Србије – Нова Србија |
| Топаловић Славиша                 | Српска радикална странка                 |
| Топаловић Здравко                 | Српска радикална странка                 |
| Тот Тамаш                         | Демократска странка                      |
| Тошић Бранислав                   | Демократска странка Србије – Нова Србија |
| Тошковић Вучета                   | Српска радикална странка                 |
| Ћирковић Зоран                    |                                          |
| Умичевић Предраг                  | Демократска странка                      |
| Урошевић Сава                     | Г17+                                     |
| Халими Риза                       |                                          |
| Хасановић - Кораћ Биљана          | Демократска странка                      |
| Хибер Драгор                      | Демократска странка                      |
| Хоман Владимир                    | Г17+                                     |
| Хребик Јарослав                   | Г17+                                     |
| Цветановић Горан                  | Српска радикална странка                 |
| Цветковић Петар                   | Демократска странка Србије – Нова Србија |
| Цветковић Стојан                  | Српска радикална странка                 |
| Чабрић Гордана                    | Демократска странка Србије – Нова Србија |
| Чавић Лазар                       | Српска радикална странка                 |
| Чанак Ненад                       |                                          |
| Чековић Сања                      | Српски покрет обнове                     |
| Четровић Миљко                    | Српска радикална странка                 |
| Чолић Драган                      | Српска радикална странка                 |
| Чомић Гордана                     | Демократска странка                      |
| Џамић Србољуб                     | Демократска странка Србије – Нова Србија |
| Џуџевић Есад                      |                                          |
| Шајн Срђан                        |                                          |
| Шами Зоран                        | Демократска странка Србије – Нова Србија |
| Шаровић Немања                    | Српска радикална странка                 |
| Шерифов Едип                      | Демократска странка                      |
| Шкрбић Милан                      | Српска радикална странка                 |
| Шормаз Драган                     | Демократска странка Србије – Нова Србија |
| Шутановац Драган                  | Демократска странка                      |